# Задельное (Самарская область)
Заде́льное — село в составе посёлка Прибре́жного, который административно входит в Красноглинский район города Самары. Географически находится в 54 км к северу от города и окружено землями Ставропольского района. В селе 6 улиц и садовое товарищество.

## География
Населённый пункт находится в зоне лесостепей, и его окружают смешанные леса. Границы дачных участков пересекаются с территорией государственного лесного фонда.
В Задельном есть озёра: Лягушачье, Задельнинское, Черноярка, Голенькое, Мохнатенькое. К северу от села — озеро Самаркино, к югу — озеро Тростниковое. От реки Волги село отделяет протока Старый Мокрец.
Основные представители животного мира: лисы, косули, зайцы, бобры, воробьи, синицы, вороны, голуби и другие.
Климат
| Показатель | Янв.  | Фев.  | Март  | Апр.  | Май  | Июнь | Июль | Авг. | Сен. | Окт.  | Нояб. | Дек.  | Год  |
| --- | ----- | ----- | ----- | ----- | ---- | ---- | ---- | ---- | ---- | ----- | ----- | ----- | ---- |
| Абсолютный максимум, °C | 5,2   | 6,8   | 16,5  | 31,1  | 33,7 | 38,4 | 39,4 | 39,9 | 34,0 | 26,0  | 14,7  | 8,2   | 39,9 |
| Средний суточный максимум, °C | −6,8  | −6,1  | 0,4   | 12,0  | 20,7 | 25,3 | 26,9 | 24,9 | 18,5 | 9,8   | 0,1   | −5,4  | 10,0 |
| Средняя температура, °C | −9,9  | −9,6  | −3,4  | 7,0   | 14,9 | 19,7 | 21,5 | 19,4 | 13,4 | 6,0   | −2,4  | −8,2  | 5,7  |
| Средний суточный минимум, °C | −12,8 | −12,8 | −6,7  | 2,9   | 9,8  | 14,9 | 16,7 | 14,7 | 9,3  | 3,1   | −4,5  | −10,8 | 2,0  |
| Абсолютный минимум, °C | −43   | −36,9 | −31,4 | −20,9 | −4,9 | −0,4 | 6,0  | 2,3  | −3,4 | −15,7 | −28,1 | −41,3 | −43  |
| Норма осадков, мм | 53    | 42    | 34    | 39    | 36   | 56   | 57   | 46   | 44   | 53    | 52    | 51    | 563  |
| Источник: Климат Самары. — Мониторинг погоды и климата России. Дата обращения: 2 февраля 2014. Архивировано 2 февраля 2014 года. |       |       |       |       |      |      |      |      |      |       |       |       |      |

## Транспорт
В 1962 году в посёлке вступила в строй железнодорожная станция Задельная Куйбышевской железной дороги, где останавливаются пригородные поезда (электрички) направления: «Жигулёвское море — Самара». На станции имеется здание вокзала с кассой.